# 求禮郡
求禮郡（：／ Gurye gun */?）， 是大韓民國全羅南道東北部的一個郡，位於智異山西南麓，臨蟾津江，與全羅北道、慶尚南道相連。面積443.02方公里，2004年人口29,758人。下分1邑、7面。757年始稱求禮，1895年升為郡。

## 象徵
花：大字杜鵑

樹：山茱萸

鳥：鴿子

## 姐妹城市
- 中华人民共和国安徽省池州市
- 日本長崎縣雲仙市
- 大韓民國首爾九老區、釜山水營區、慶南巨濟市